# Votla matrika
Votla matrika je vrsta matrik, ki vključuje nekaj oblik. 
- To je lahko matrika, ki ima zelo malo od nič različnih elementov, oziroma to so redke matrike.
- Med votle matrike spadajo tudi kvadratne matrike, ki imajo vse elemente na glavni diagonali enake nič.

Zgled takšne matrike je
{\displaystyle \left({\begin{array}{ccccc}0\\&0\\&&\ddots \\&&&0\\&&&&0\end{array}}\right)}
- Votla matrika je tudi kvadratna bločna matrika z razsežnostjo {\displaystyle n\times n\,}, ki ima bloke z razsežnostjo {\displaystyle r\times s\,}, ki vsebujejo same ničle, pri tem pa velja {\displaystyle r+s>n\,}.